# Симплезит
Симплезит (англ. symplesite; нім. Symplesit m) — мінерал, водний арсенат заліза шаруватої будови. Від грецьк. «симплесіазо» — наближаюсь (J.F.A.Breithaupt, 1837). Син. — ферисимплезит, арсенвівіаніт.

## Опис
Хімічна формула: Fe32+[AsO4]2∙8H2O. Склад (у %): FeO — 36,6; As2O5 — 39,0; H2O — 24,4.
Сингонія триклінна. Пінакоїдальний вид. Спайність досконала. Утворює дрібні призматичні кристали, кулясті конкреції променистої будови. Густина 3,01. Твердість 2,5-3,0. Безбарвний, окиснені відміни зеленувато-сині. Блиск скляний.

## Розповсюдження
Зустрічається в зонах окиснення рудних родовищ багатих на арсеніди заліза. Знайдено в Лобенштейні (Тюрингія, ФРН), Шаубах (Фогтланд, ФРН), Льоллінґ та Гюттенберґ (Австрія), Бая-Спріє (Румунія). Рідкісний.